# Agladrillia rhodochroa
Agladrillia rhodochroa is een slakkensoort uit de familie van de Drilliidae. De wetenschappelijke naam van de soort is voor het eerst geldig gepubliceerd in 1900 door Dautzenberg.